# دانشگاه کیئو

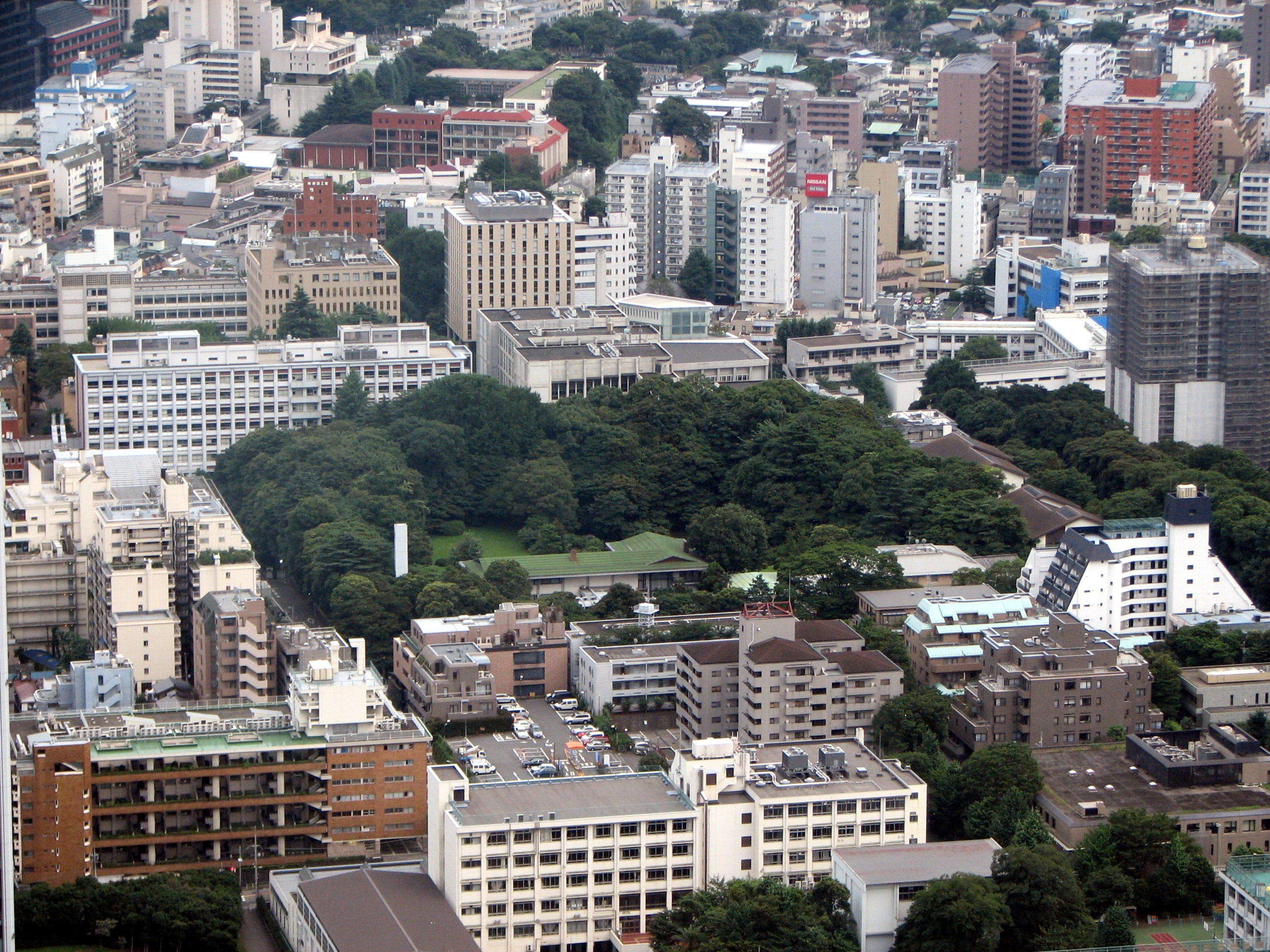
نمای دانشگاه کیئو از برج توکیو

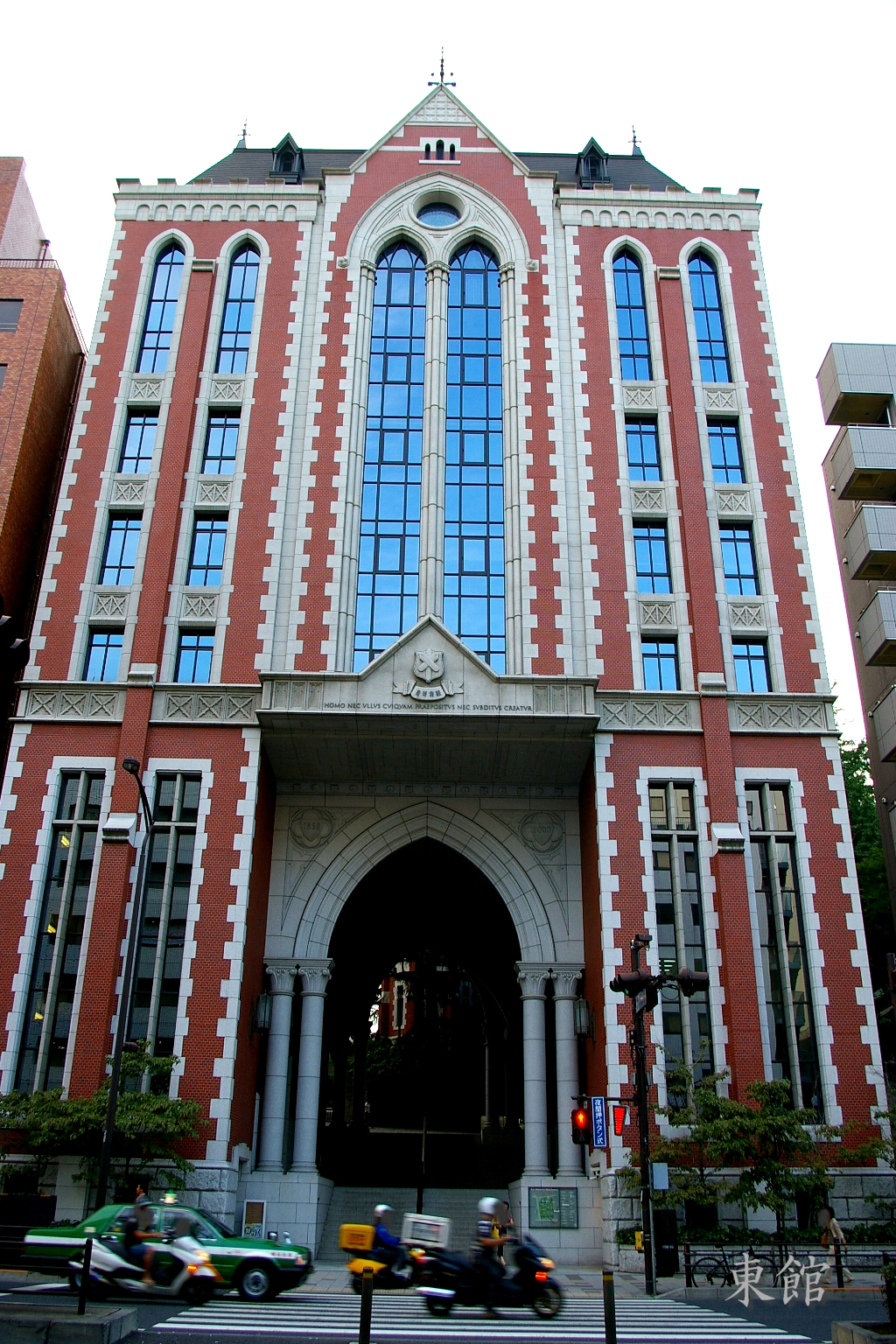
ساختمان پژوهش شرق در میتا

دانشگاه کیئو (به ژاپنی: 慶應義塾大学, Keiō Gijuku Daigaku) (به انگلیسی: Keio University) و به‌طور مخفف کیئو (به ژاپنی: 慶應) یا کیدای (به ژاپنی: 慶大) که در زبان فارسی به دانشگاه کیو نیز مشهور است، یکی از معروف ترین و بزرگترین دانشگاههای ژاپن بوده که پردیس مرکزی آن در میناتو، توکیو واقع است. این دانشگاه در سال ۱۸۵۸ میلادی تأسیس شده‌است و به عنوان قدیمی‌ترین مؤسسهٔ آموزش عالی در ژاپن شناخته می‌شود و دارای ۱۰ دانشکده و ۱۴ مدرسه تحصیلات تکمیلی می‌باشد. از فارغ التحصیلان برجسته این دانشگاه می توان به سه نخست وزیر ژاپن و دهها وزیر ژاپنی اشاره کرد. همچنین این دانشگاه رکورددار تعداد فارغ التحصیلان با عنوان مدیر عامل (CEO) می باشد (230 شرکت ژاپنی مانند شرکت تویوتا و 97 شرکت خارجی).
این دانشگاه که در زمره یکی از ده دانشگاه برتر ژاپن توسط نظام ارزشیابی بین‌المللی دانشگاهی کیو اس و نظام ارزشیابی آموزش عالی تایمز ارزیابی گردیده‌است. همچنین این دانشگاه همراه در لیست معتبر ۲۰۰ دانشگاه برتر جهان در نظام ارزشیابی بین‌المللی دانشگاهی کیو اس قرار دارد.
بر اساس رتبه‌بندی داخلی وزارت آموزش، فرهنگ، ورزش، تحقیقات و فناوری کشور ژاپن نیز این دانشگاه در لیست سیزده‌گانه دانشگاه‌های گروه A کشور ژاپن (بدون ذکر ترتیب در لیست ارائه شده) موسوم به دانشگاه‌های برتر بین‌المللی ژاپن (به انگلیسی: Top Global University) که در سال‌های آتی پتانسیل قرار گرفتن در لیست ۱۰۰ دانشگاه برتر جهان را دارا می‌باشند ارزشیابی گردیده‌است که مفتخر به بهره‌مندی از کمک‌های اصلی دولت ژاپن می‌باشد. این دانشگاه در کنار دانشگاه توکیو، انستیتو تکنولوژی توکیو و دانشگاه واسدا چهار دانشگاه ممتاز واقع در توکیو هستند.
دانشگاه کیئو در «کتاب نظام ارزشیابی مدارک تحصیلی خارج از ایران» که توسط وزارت علوم، تحقیقات و فناوری جمهوری اسلامی ایران تدوین می‌گردد و بیان‌گر ارزش یا عدم ارزش مدارک تحصیلی دانشگاه‌های خارج از ایران و همچنین طبقه‌بندی کیفی آنان است، دارای درجهٔ «ممتاز» (بالاترین درجهٔ کیفی) است و مدارک آن مورد تأیید این وزارت‌خانه هستند.

## سازمان اداری و دانشگاهی

### دانشکده‌ها
دانشگاه کیو دارای ۱۰ دانشکده در سطح کارشناسی می‌باشد که تعداد زیادی از رشته‌های تحصیلی را پوشش می‌دهد. این دانشکده‌ها عبارتند از:
- دانشکده ادبیات؛
- دانشکده اقتصاد؛
- دانشکده حقوق؛
- مدرسه پزشکی کیو؛
- دانشکده علوم و تکنولوژی؛
- دانشکده مدیریت؛
- دانشکده مطالعات و دانش محیط زیست؛
- دانشکده پرستاری و مراقبت‌های پزشکی؛
- دانشکده داروسازی.

### دانشکده‌های تحصیلات تکمیلی
- دانشکده تحصیلات تکمیلی ادبیات؛
- دانشکده تحصیلات تکمیلی اقتصاد؛
- دانشکده تحصیلات تکمیلی حقوق؛
- دانشکده تحصیلات تکمیلی ارتباطات؛
- دانشکده تحصیلات تکمیلی اقتصاد و بیزینس؛
- دانشکده تحصیلات تکمیلی علوم پزشکی؛
- دانشکده تحصیلات تکمیلی علوم و تکنولوژی؛
- دانشکده تحصیلات تکمیلی مدیریت بیزینس؛
- دانشکده تحصیلات تکمیلی رسانه های دیجیتال و حکمروائی؛
- دانشکده تحصیلات تکمیلی مدیریت سلامت؛
- دانشکده تحصیلات تکمیلی علوم دارویی؛
- مدرسه حقوق؛
- دانشکده تحصیلات تکمیلی طراحی رسانه؛
- دانشکده تحصیلات تکمیلی طراحی سیستم و مدیریت.

### مراکز فناوری اطلاعات دانشگاه کیو
- مرکز کامپیوتر مرکزی؛
- مرکز کامپیوتر کمپس میتا؛
- مرکز کامپیوتر کمپس هیوشی؛
- مرکز کامپیوتر شیناماچی؛
- مرکز کامپیوتر علوم و فناوری؛
- مرکز کامپیوتر شونان فوجیساوا.